# Jan Kazimír Anhaltsko-Desavský
Jan Kazimír Anhaltsko-Desavský (17. prosince 1596, Dessau – 15. září 1660, Dessau) byl v letech 1618 až 1660 anhaltsko-desavský kníže z rodu Askánců.
Za jeho panování vládní úkoly plnil výbor dvorních úředníků, protože kníže většinu svého času věnoval lovu.

## Život

### Původ a dětství
Jan Kazimír se narodil 17. prosince v Dessau jako třetí, ale druhý přeživší syn anhaltsko-desavského knížete Jana Jiřího I. a prvorozený syn jeho druhé manželky Doroty Falcko-Simmernské.
Podle instrukcí místních učitelů Jan Kazimír v letech 1608 až 1609 studoval se svým bratrancem Kristiánem Anhaltsko-Bernburským v Ženevě. Tam jeho učiteli byli hofmistrové Markus Friedrich Wendelin a Petr von Sebottendorf.
Smrt jeho staršího nevlastního bratra Jáchyma Arnošta v roce 1615 z Jana Kazimíra udělala nového dědice Dessau. O dva roky později, v roce 1617, jej strýc Ludvík I. Anhaltsko-Köthenský jmenoval členem společnosti Die Fruchtbringende Gesellschaft.

### Vláda
V roce 1618 se stal Jan Kazimír po smrti svého otce anhaltsko-desavským knížetem, vládní úkoly však plnil výbor dvorních úředníků, protože nový vládce věnoval hodně času lovu.
Po nehodě na lovu 4. října 1652 byl na několik let upoután na lůžko. Během této doby, aby odvedl jeho pozornost, byl v jeho domácnosti zaměstnán slavný básník a spisovatel Philipp von Zesen.
Jan Kazimír zemřel v Dessau 15. září 1660 ve věku 63 let. Jeho nástupcem se stal jeho jediný přeživší syn Jan Jiří.

## Manželství a potomci

### Manželství
V Dessau se šestadvacetiletý kníže 18. května 1623 oženil s o deset let mladší Anežkou, dcerou hesensko-kasselského lankraběte Mořice. S ní měl všech svých šest dětí.
14. července 1651, rok po smrti první ženy, se podruhé oženil se svou šestatřicetiletou sestřenicí Žofií Markétou, dcerou Kristiána I. Anhaltsko-Bernburského. Manželství zůstalo bezdětné.

### Potomci
S první manželkou Anežkou Hesensko-Kasselskou měl Jan Kazimír šest dětí:
- 1. Mořic Anhaltsko-Desavský (7. 11. 1624 Dessau – 30. 12. 1624 tamtéž)
- 2. Dorotea Anhaltsko-Desavská (24. 10. 1625 Dessau – 21. 7. 1626 tamtéž)
- 3. Juliana Anhaltsko-Desavská (17. 9. 1626 Dessau – 30. 11. 1652 tamtéž)
- 4. Jan Jiří II. Anhaltsko-Desavský (7. 11. 1627 Dessau – 17. 8. 1693 Berlín), kníže anhaltsko-desavský od roku 1660 až do své smrti, polní maršál
  - ⚭ 1659 Henrietta Kateřina Oranžská (10. 2. 1637 Haag – 3. 11. 1708)
- 5. Luisa Anhaltsko-Desavská (10. 2. 1631 Dessau – 25. 4. 1680 Oława)
  - ⚭ 1648  Kristián Břežský (19. 4. 1618 Oława – 28. 2. 1672 tamtéž), kníže břežsko-lehnický
- 6. Anežka Anhaltsko-Desavská (12. 3. 1644 Dessau – 13. 5. 1644 tamtéž)